# 森英寿
森 英寿（もり ひでとし、1999年11月20日 - ）は、日本の歌手、TikToker、YouTuber。
ダンス&ボーカルユニットPRIZMAXの元メンバー、ダンス&ボーカルグループBUDDiiSのメンバーである。

## 概要
スターダストプロモーション制作1部所属。
2018年、SDR主催「超ボーカリストオーディション」にて準グランプリとなり、SDRと仮契約を結ぶ。
新メンバーオーディションを経て、2019年3月4日PRIZMAXに加入し、バックボーカルとして活動した。2020年3月27日にPRIZMAX解散。
2020年9月16日、BUDDiiSが結成され、ボーカルとして活動している。
実弟（森愁斗）と更新している「アホの日常」にて、もーりーとしても活躍している。「もーりーしゅーと」名義で、2021年大晦日に『ももいろ歌合戦』（BS日テレ・ニッポン放送・ABEMAなど）へ初出場。
2023年12月20日、双極性障害のため一定期間休養することが発表された。

## 作品

### 配信シングル
もーりーしゅーと
|     | 発売日       | タイトル     | 規格                   | 最高位 | 収録アルバム | 備考 |
| --- | ------------ | ------------ | ---------------------- | ------ | ------------ | ---- |
| 1st | 2021年9月7日 | ずっともっと | デジタル・ダウンロード | -      |              |      |

### ミュージックビデオ
- 『ずっともっと（フルver.） - YouTube』

## 出演

### テレビ
- よるのブランチ（TBSテレビ） - 準レギュラー[5]

### 配信
- 恋する♥週末ホームステイin the Resort シーズンMC（2021年8月24日〜10月12日、Abema TV）
- ぼさにまる（2023年9月22日 - 、FOD）[6]

### 広告
- 「SOPHISTANCE」イメージモデル（2020年9月）
- サントリー「ZONe」（2020年12月）
- 楽天カード「楽天学割」（2020年12月）
- au 5G「つながる歌」篇（2021年8月、CMソング『ずっともっと』歌唱）

### ミュージックビデオ
- mihoro*「分かり合えないよ - YouTube」
- あらたよ「悲しいラブソング」

### イベント
- &GAMES FES Vol.2（2021年3月28日、オンラインイベント）
- シンデレラフェス vol.8（2021年3月31日、オンラインイベント）
- オンラインイベント『裏IVE YEAH!!!～ついに我々秘密の集会はじめました～』（2021年11月16日、uP!!!）
- VERDY FES. “UNITE AS ONE” supported by XEBIO Group『VERDY MUSIC FES.』（2021年12月5日、味の素スタジアム 北側会場）
- ももいろクローバーZ第5回ももいろ歌合戦 〜届け！希望の彼方へ〜（2021年12月31日、日本武道館）
- EXIA Presents KANSAI COLLECTION 2022 SPRING&SUMMER（2022年3月5日、京セラドーム大阪）

## コラボ
- もーりー【アホと弟】×ヴィレッジヴァンガード コラボグッズ（2021年発売）

## 受賞歴
- TikTok2021上半期トレンド クリエイター部門大賞[7]